# Estación de Porte Molitor
La estación de Porte Molitor (también llamada Murat) es una estación fantasma de metro ubicada en el distrito XVI de París, Francia, que nunca fue inaugurada.
La estación fue proyectada como parte de la línea 10, en un bucle desde la estación de Porte d'Auteuil, destinada a servir al estadio Parque de los Príncipes (del club París Saint-Germain) y el estadio Jean-Bouin.
Fue construida en 1923 pero el proyecto se suspendió antes de que se hicieran los accesos de la calle, cuando el Parque de los Príncipes se amplió en 1932 y duplicó su capacidad, por lo que se estimó que la ruta era demasiado reducida para los usuarios esperados.
Posteriormente comenzó a utilizarse como vía de paso en un bucle (denominado Voie Murat) que conecta la estación de Porte de Saint-Cloud (de la línea 9) y Porte d'Auteuil (línea 10).